# Петар Попарсов
Петар Попарсов (14 серпня 1868, Богомила, Османська імперія (нині — Північна Македонія) — 1 січня 1941, Софія, Болгарія) — болгарський революціонер, один із засновників і ідеологів «Внутрішньої македонсько-одринської революційної організації» і видатний болгарський громадський діяч.

## Біографія

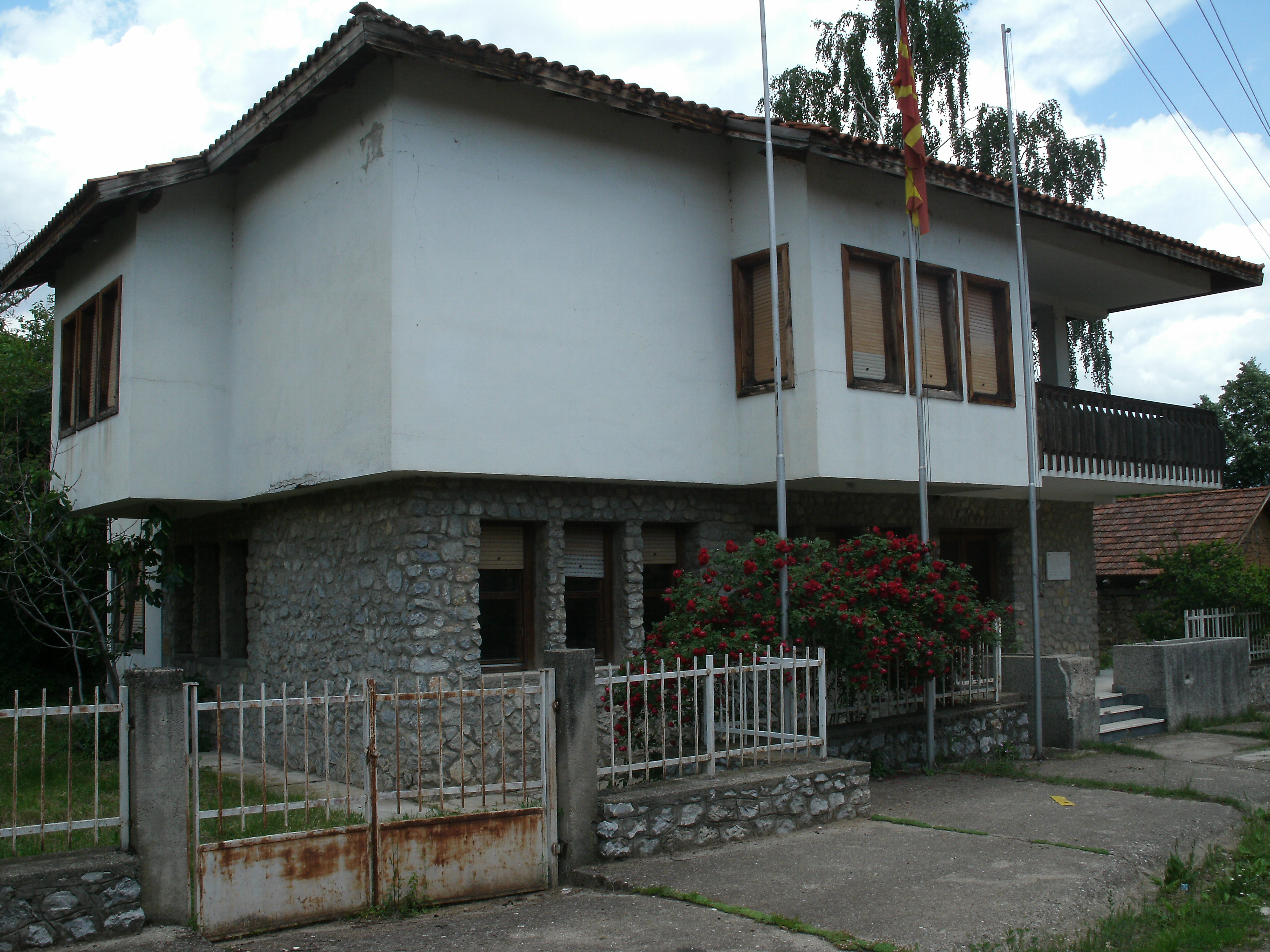
Будинок Попарсова в Богомилі

Петар Попарсов народився 14 серпня 1868 в селі Богомила, потім у Османській імперії. Навчався в Солунському чоловічому болгарському училищі в Белграді, а в 1892 закінчив Вищу школу в Софії. У 1891 Даміан Груєв і Попарсов, у той час студенти Софійського університету, займаються організацією частини своїх однокурсників. В цей час у Софії створюється таємне молодіжне товариство «Дружба». Метою товариства, за словами Попарсова, було: 
| " | . . . Набирати однодумців, щоби поїхати до Македонії, і там, як колись Василь Левський і його товариші, підготувати ґрунт для революційного руху відповідно до місцевих умов. . . | " |

Пізніше Петро Попарсов брав участь у створенні Молодого македонського літературного об'єднання з Evtim Sprostranov, Томас Karayovov, Христо Койцамі, Дімітар Мірчевої, Ендрю Lyapchev, Наум Tyufekchiev, Джордж Balaschev, Коста шахами, Джордж Білів. Даме Груєв, Гоце Делчев, Іван Хаджініколов та Христо Матов взяли участь у компанії протягом короткого часу. Наступного року він повернувся до Македонії, де став екзархічним вчителем. Викладає в Скоп'є, Салоніках, Велесі, Прилепі, Штіпі та інших місцях.

### У ВМОРО

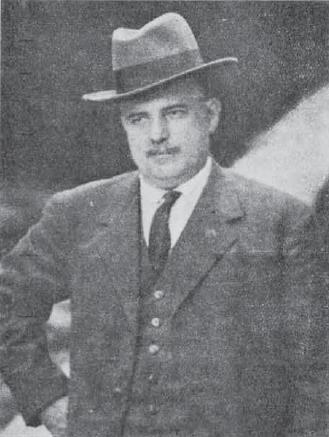
Портрет Петра Попарсова.

23 жовтня 1893 р. разом з Даме Груєвим, д-ром Хрісто Татарчевим, Іваном Хаджиніколовим, Антоном Димитровим і Христо Батанджієвим заснували "Внутрішню македонсько-одринську революційну організацію". Він є автором першого статуту організації, який спирався на зразок статуту Центрального Комітету Болгарії (БРЦК), який не зберігся. Під псевдонімом Вардарський публікує книгу «Стамболовство в Македонії та його представники», яка критикує режим Стефана Стамболова та Болгарського екзархату. У своїй брошурі Попарсов стверджує, що: 
| " | . . . Всі ті «сепаратисти», які хрестилися стамболістами, є насправді інтелігентними болгаро-македонцями, чий «сепаратизм» полягає в протистоянні централізації церковно-шкільної влади, іншими словами, ця молода болгаро-македонська партія захищає самоврядування та старі права болгарсько-македонських муніципалітетів... | " |

Папарсов працював викладачем болгарської школи в Скоп'є (01.09.1892 — 31.08.1893), у вищій школі міста Салоніки (01.09.1893 — 31.08.1894), був екзархістським клерком у Велесі (01.01.1895 — 31. 08.1895) і знову викладачем Прилепської середньої школи (1.09.1895 — 31. 08.1896) і в середній школі в Штіпі (01.18. 1896 — 18. 12.1897). У Прилепі в 1895 — 1896 був головою Революційного комітету. У 1897 р., після розкриття  "Вініської афери" Попарсов, в той час головний учитель болгарських шкіл у Штіпі , був заарештований і засуджений до довічного ув'язнення і був засланий у фортецю Замок Святого Петра в Малій Азії. Амністований у 1902 р., продовжує займатися революційною діяльністю. Під час хвилі арештів, що відбулися внаслідок атак Салоніків у квітні 1903 року, Попарсов був заарештований у Велесі і доставлений до Скоп'є.
За словами Михайла Думбалакова, наприкінці 1905 Попарсов разом з Думбалаковим і Христо Коцевим був заарештований в Салоніках і доставлений в Куршумулі хан в Скоп'є.
У 1905 брав участь у Рильському конгресі, де був обраний іноземним представником у Софії. Після розколу ВМОРО в 1907 р. він був лівим активістом, і на секретному засіданні в Рильському монастирі він підтримав рішення фізично усунути Даме Груєва, Бориса Сарафова, Івана Гарванова і Христо Матова. Після молодотурецької революції 1908 р. в Македонії відбулася Друга балканська війна.

### Громадська діяльність
У 1910 р. підтримує Теодосія Скопського в його спробі знову стати митрополитом Скоп'є, але це йому не вдалося, незважаючи на демонстрацію проекзархійської позиції останнього. Короткий час викладав у Болгарській педагогічній школі в Скоп'є, а також був директором. Брав активну участь у підготовці та проведенні виборів до Османського парламенту за списком від Національної Федеративної партії (болгарська секція), але не отримавнеобхідної кількості голосів для того, аби стати депутатом.
Після початку Балканської війни 1912 р. і окупації Вардарської і Егейської Македонії в грудні 1912 р. Попарсов взяв участь у зустрічі македонських діячів у Велесі, організованій Димитаром Чуповським, в якому взяли участь Ангел Коробар, Різо Різов, Александр Мартлуков, Крум Зографов, Йован Попйорданов, педагог Іван Елев, Димитар Нічев і Методі Попгошев. Вони вирішили направити представників на Лондонську конференцію, а також у Париж, щоб боротися за збереження цілісності Македонії. Їхній досвід був невдалим.
Після Балканських воєн Попарсов переїхав до Болгарії. Його дружина — вчителька з Солунської болгарської жіночої гімназії Хрисанта Настева з Бітоля. Вони жили у Костенці, де викладали з 1914 р. Брав участь у діяльності так званого Тимчасового представництва колишнього ВМОРО. 

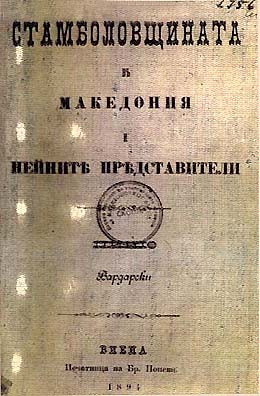
Обкладинка "Стамболовщини в Македонії"

З цього приводу в 1919 р. він написав: 
| " | ... Зібрання жорстоких політиків, яке заперечувало всю людську гідність македонських болгарів і жорстоко пороушувало їхні національні почуття, створило в душі цього мільйонного болгарського народу трагедію, яка була ще більш страшною в тому сенсі, що це означало не тільки роздержавлення, але і відразу македонських болгар, що перебували під владою грецького патріархату, проти якого вони мали тривалу криваву боротьбу і ледве врятувалися від їх вампірських кігтів. Їх гаслом було: подалі від Болгарії! Не тому, що вона була відповідальною за ситуацію в Македонії, а тому, що будь-яка підозра в її втручанні могла засудити її і причину, через яку вона повинна була зберегти свій суто внутрішній македонський характер. На цих чітких і точно визначених засадах сформувався перший секретний «Комітет з отримання політичних прав Македонії, наданих йому Берлінським договором», з якого розвивалася так звана Внутрішня M. Р. Організація... | " |

Щодо Російської імперії та її ролі в Македонії після балканських війн, Попарсов стверджує: 
| " | ... Страшні конфлікти, що виникли в результаті майстерної гри австрійської дипломатії, були в основному в Македонії, настільки далеко, що російські консули з батогами в руках карали болгарських селян, щоби ті стали сербами! Болгари в Македонії були покарані, мов суданські негри, і згідно з волею російського царя, повинні були бути віддані Сербії як покарання за непокірність Болгарії, яка стала небезпечною, як авангард Австрії для інтересів Російської імперії в Константинополі... | " |

Після Першої світової війни та підписання Нейївського мирного договору, згідно з яким країни-переможці підтвердили поділ Македонії, діяльність Тимчасового агентства завмерла. Попарсов залишався в Костенці до 1929 р. Там він був не тільки вчителем, але й директором Костенецької молодшої школи до виходу на пенсію. У 1930 р. переїхав до Софії, де жив до кінця життя з дружиною. Його брат Андрій Попарсов був мером Богомили між 1915 і 1918 рр., але був убитий разом з муніципальними радниками Георгія і Павла Костадинових 28 жовтня 1918 р. Ім'ям Петра Попарсова була названа Вулиця у Штіпі під час другого болгарського правління у Вардарській Македонії в 1941 — 1944.